# 小行星3642
小行星3642（3642 Frieden）是一颗绕太阳运转的小行星，为主小行星带小行星。该小行星于1953年12月4日发现。

## 轨道参数
小行星3642的轨道半长轴为2.7886009 UA，离心率为0.08。